# O Enfermeiro (filme)
O Enfermeiro é um filme brasileiro de 1998 dirigido por Mauro Farias, baseado na obra homônima O Enfermeiro de Machado de Assis.
Com roteiro de Melanie Dimantas, o filme é protagonizado por Paulo Autran e Matheus Nachtergaele (no papel título).
O elenco conta ainda com: Antonio Gonzalez, Giuseppe Oristânio, Paulo Leão, Duda Mamberti e Raphael Molina.

## Sinopse
Atendendo à procura por um profissional que cuidasse de um velho doente do interior, o enfermeiro Procópio Valongo deixa o Rio de Janeiro para cumprir esta missão.

## Elenco
- Paulo Autran como Coronel Felisberto
- Matheus Nachtergaele como Enfermeiro
- Giuseppe Oristânio como Padre Teólogo
- Paulo Leão como Tabelião
- Duda Mamberti como Médico
- Raphael Molina como Padre da Vila
- Antônio Gonzalez como Flamínio
- Leonardo Netto como Passante
- Claudio Handrey como Boticário
- Mario Tita como Barbeiro

## Produção

### Ficha técnica
- Direção: Mauro Farias
- Assistência de direção: Márcia Farias
- Continuidade: Ângela Wildhagen
- Companhia(s) produtora(s): Frahia Produções Ltda.; Telecine
- Produção: Silvia Fraiha; Tiza Lobo; Mauro Farias
- Direção de produção: Juliana Carvalho
- Produção executiva: Tiza Lobo; Silvia Fraiha
- Assistência de produção: Renata Canabrava
- Direção de fotografia: José Guerra
- Câmera: Marcelo Brasil
- Direção de arte: Paulo Flacksman
- Assistência de direção de arte: Adriana L. Mroninski
- Figurinos: Luciana Peres

## Lançamento
O filme foi lançado na Sala do Espaço Unibanco, em São Paulo, em 8 de dezembro de 1998.
Em 1999 foi veiculado no Canal Telecine, dentro do projeto 'Contos No Cinema'.